# San Pedro Alcántara, Mexiko
San Pedro Alcántara är en ort i Mexiko.   Den ligger i kommunen Vicente Guerrero och delstaten Durango, i den centrala delen av landet, 700 km nordväst om huvudstaden Mexico City. San Pedro Alcántara ligger 1 952 meter över havet och antalet invånare är 493.
Terrängen runt San Pedro Alcántara är platt åt nordost, men åt sydväst är den kuperad. Runt San Pedro Alcántara är det ganska glesbefolkat, med 23 invånare per kvadratkilometer. Närmaste större samhälle är Vicente Guerrero, 8,3 km nordost om San Pedro Alcántara. Trakten runt San Pedro Alcántara består i huvudsak av gräsmarker.